# Paraminabea acronocephala
Paraminabea acronocephala is een zachte koraalsoort uit de familie Alcyoniidae. De koraalsoort komt uit het geslacht Paraminabea. Paraminabea acronocephala werd in 1992 voor het eerst wetenschappelijk beschreven door Williams. 